# Forestmill
Forestmill (on rencontre aussi l'écriture Forest Mill) est un village d'Écosse, situé dans le council area et région de lieutenance du Clackmannanshire. Il est situé sur l'A977 (en) entre Kincardine On Forth (en) et Kinross. Avec 55 habitants en 2009, c'est le village le moins peuplé du Clackmannanshire.

## Personnalités
- George Sorocold, ingénieur anglais du XVIIIe siècle, y a construit un barrage-déversoir sur la Black Devon (en), qui est maintenant un monument historique.
- Michael Bruce, poète et enseignant, y a enseigné en 1767.